# Antonimina
Antonimina (im graeco-kalabrischen Dialekt: Antonymina) ist eine süditalienische Gemeinde (comune) mit 1178 Einwohnern (Stand 31. Dezember 2023) in der Metropolitanstadt Reggio Calabria in Kalabrien.

## Lage
Die Gemeinde liegt etwa 36 Kilometer nordöstlich von Reggio Calabria am Nationalpark Aspromonte bis zum Ionischen Meer sind es 10 Kilometer.
Die Nachbargemeinden sind Ciminà, Cittanova, Gerace, Locri, Portigliola und Sant’Ilario dello Ionio.